# Rötbägarlav
Rötbägarlav (Cladonia cariosa) är en lavart som först beskrevs av Erik Acharius, och fick sitt nu gällande namn av Kurt Sprengel. Rötbägarlav ingår i släktet Cladonia och familjen Cladoniaceae.  Arten är reproducerande i Sverige. Inga underarter finns listade i Catalogue of Life.

## Källor

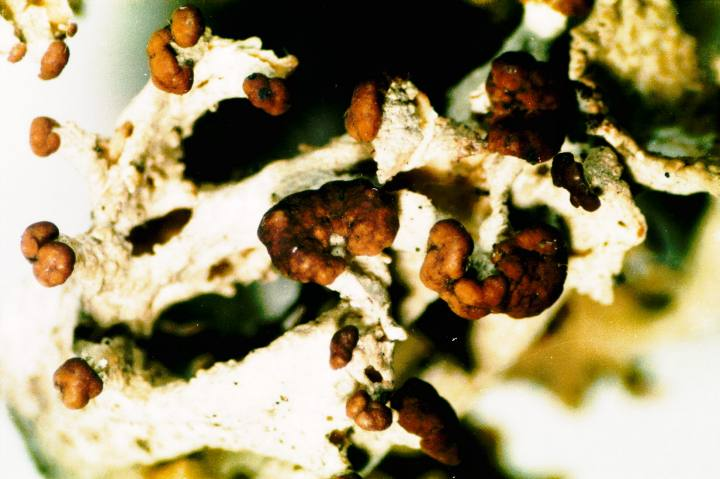
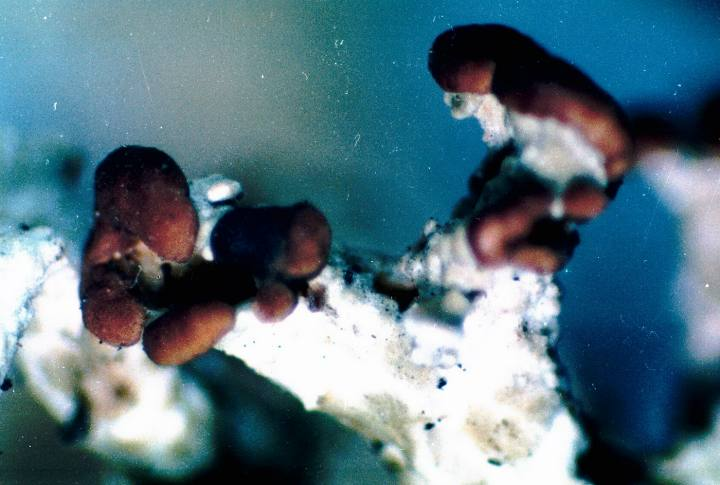
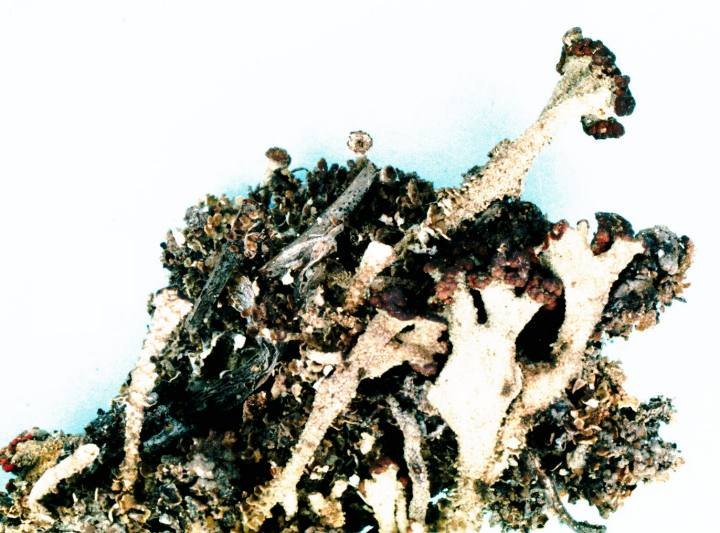
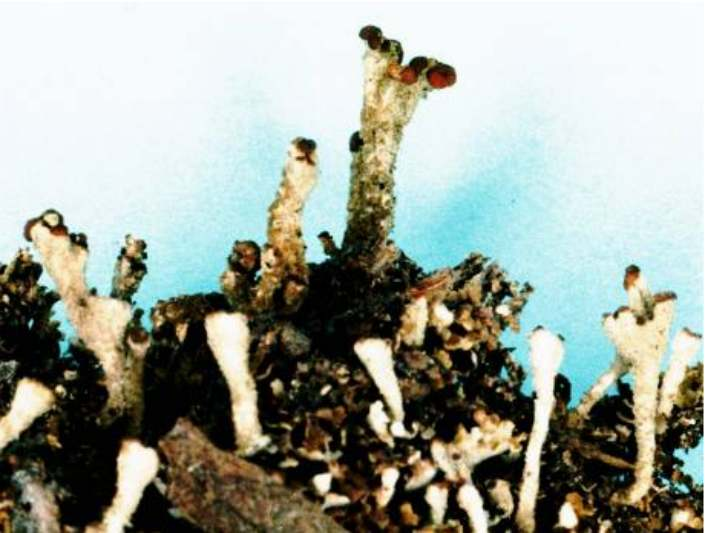
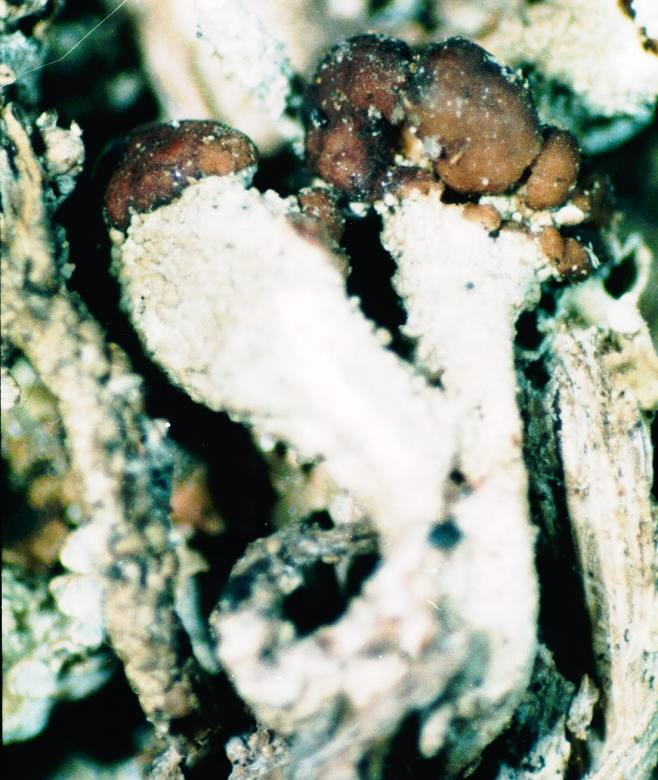
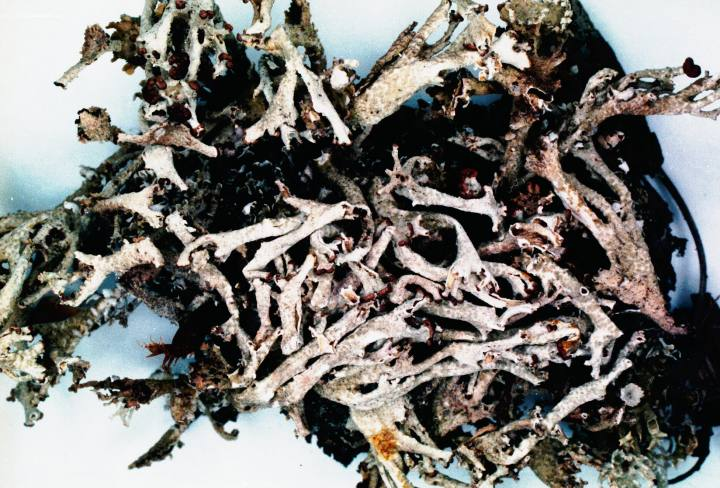